# Axel Lindahl

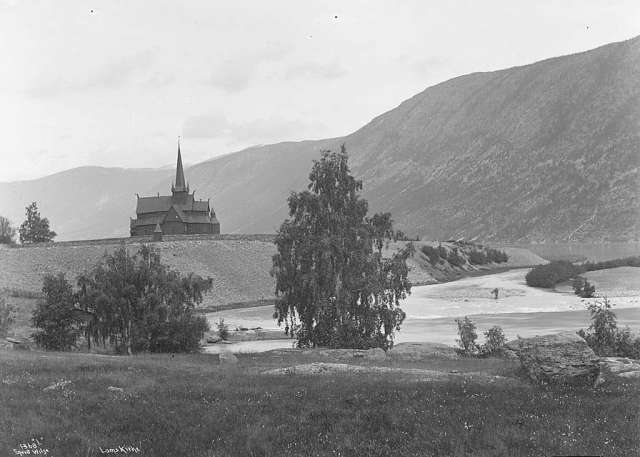
Axel Lindahl: Roubený kostel, Lom

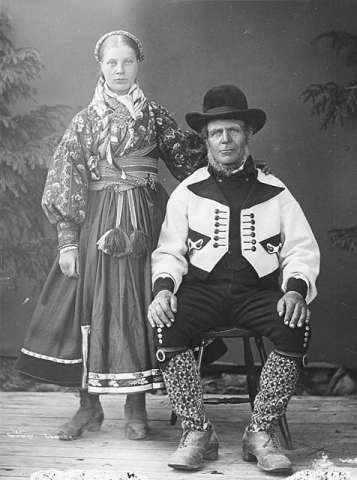
Axel Lindahl: Obyvatelé východního Telemarku, 1880-90

Axel Theodor Lindahl (27. července 1841 Mariestad Švédsko - 11. prosince 1906) byl švédský fotograf známý svými průkopnickými fotografiemi norské krajiny.

## Život a dílo
Narodil se v Mariestadu v jihozápadním Švédsku. Se svým bratrem Udem v roce 1865 otevřel vlastní fotoateliér ve městě Uddevalla a během jednoho roku své snímky vystavoval v muzeu. Asi v roce 1867 přestěhoval svou firmu do Göteborgu. Tehdy rozšířil svůj zájem o fotografování krajiny, zejména se zaměřil na západní pobřeží Švédska, pak se odstěhoval do Norska. V roce 1883 prodal svůj podíl ve švédském fotografickém studiu a výhradně se komerčně věnoval norské krajině. Úzce spolupracoval s vydavatelskou společností Rich. Andvord.
Krajinářská fotografie zaujímá v norské fotografii významnou pozici, zapustila zde kořeny okolo roku 1860. Za jednoho z prvních krajinářů se považuje Marcus Selmer, ale nejsystematičtější úsilí cestování a fotografování krajiny věnovali Knud Knudsen a Axel Lindahl. Na rozdíl od mnoha svých současných fotografů, kteří zdůrazňovali dramatický charakter norské krajiny, Lindahl hledal především harmonii a estetiku.
Zůstal aktivní po celou druhou polovinu 19. století a pořídil více než 3500 negativních desek. Ty získal Anders Beer Wilse, pak vystřídaly několik dalších majitelů až se dostaly k norské vládě, která je v roce 1991 umístila do archivu Norského lidového muzea v Oslu.

## Galerie

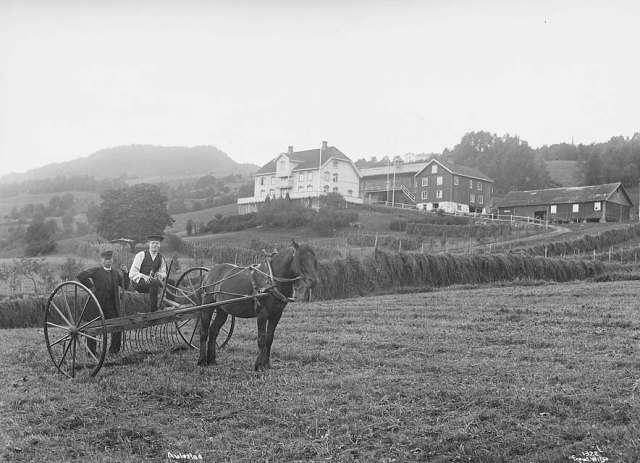
Zemědělci v Aulestadu, Follebu
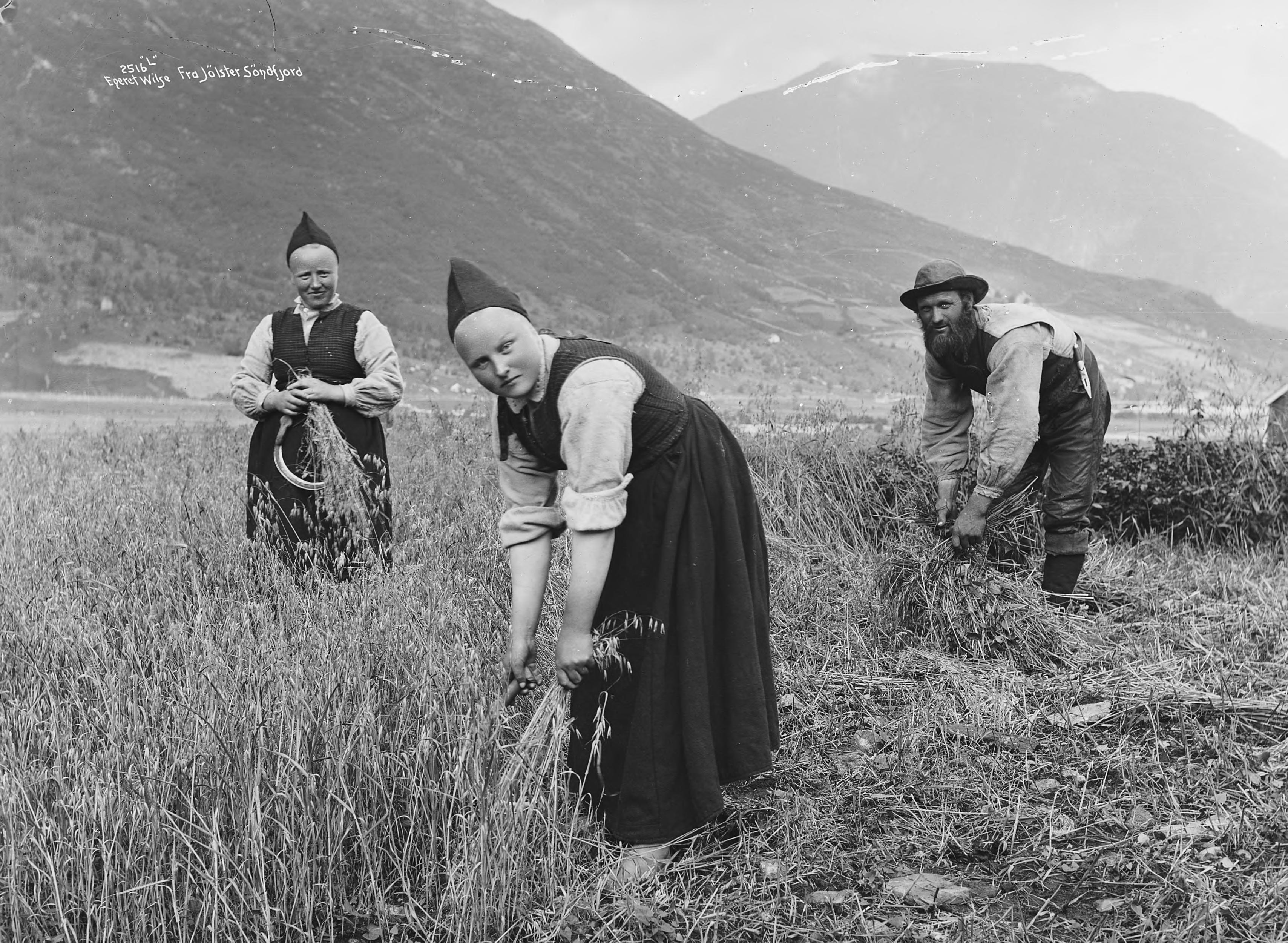
Sklizeň ovsa, Jølster
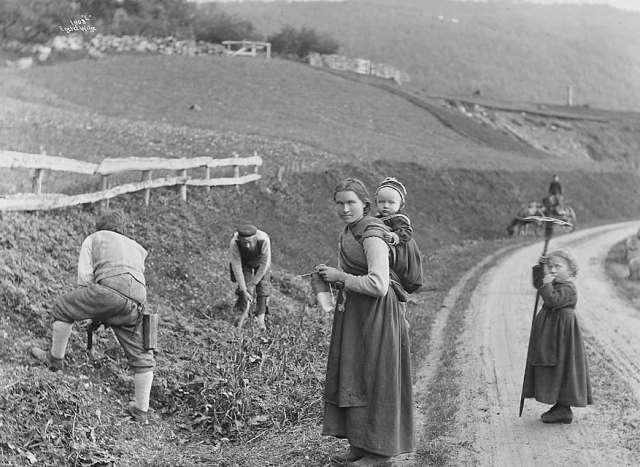
Sečení podél cesty, Norsko, 1880-1890
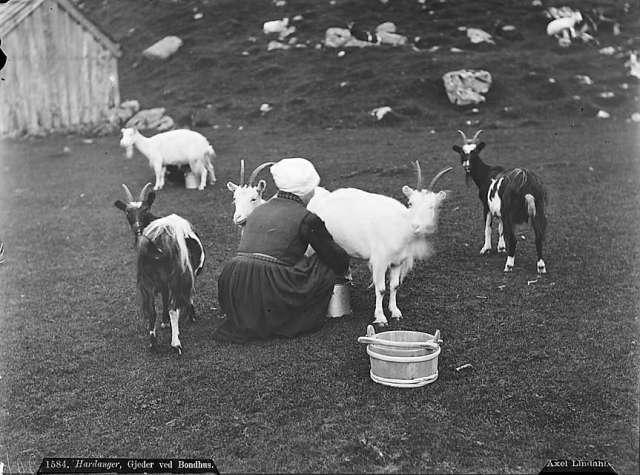
Dojička koz
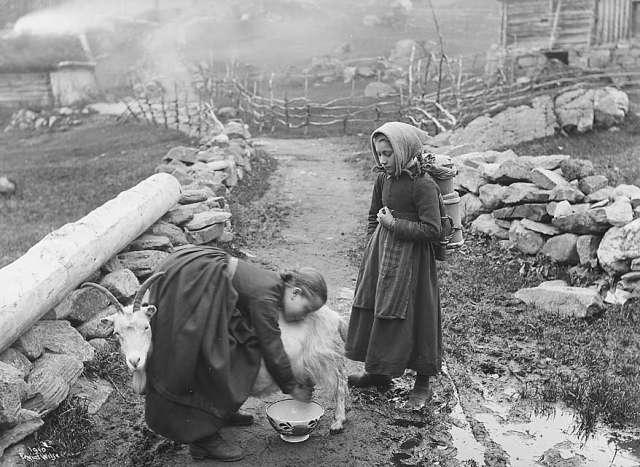
Dívka dojí kozu, druhá se na ni dívá
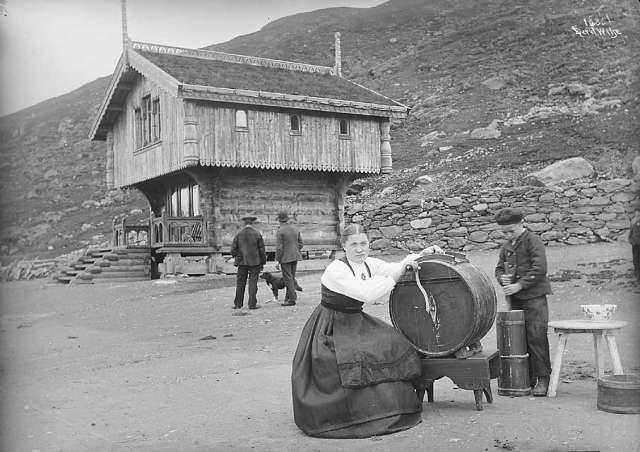
Výroba másla, Haukeliseter, Vinje, asi 1890
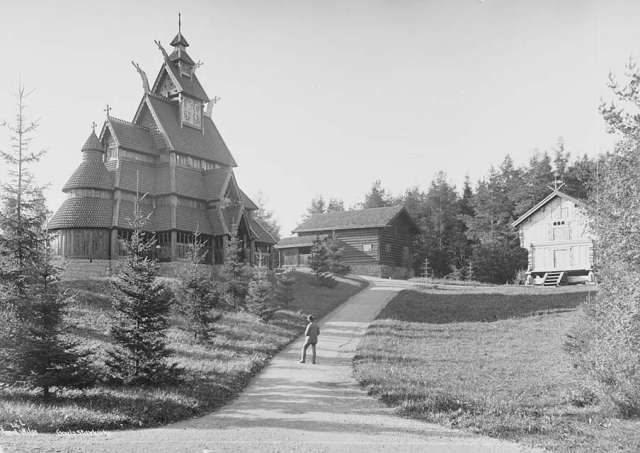
Roubený kostel v Golu
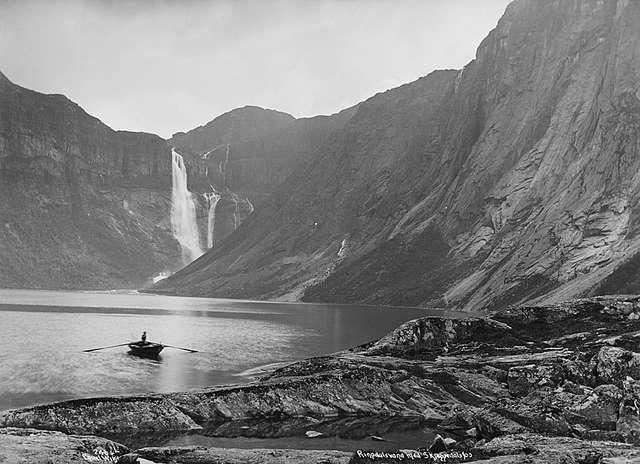
Jezero Ringedal, Odda
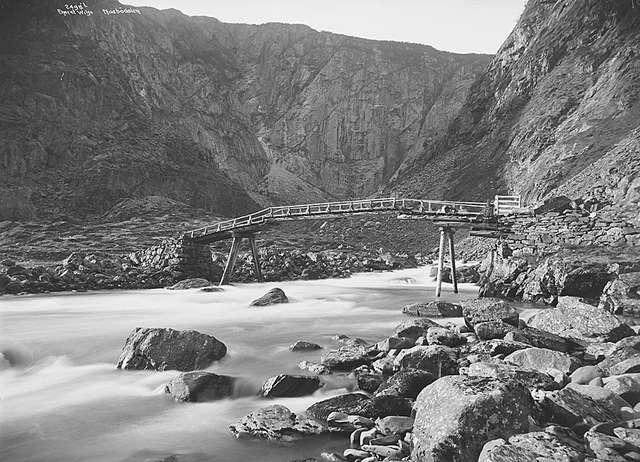
Most v Måbødalenu
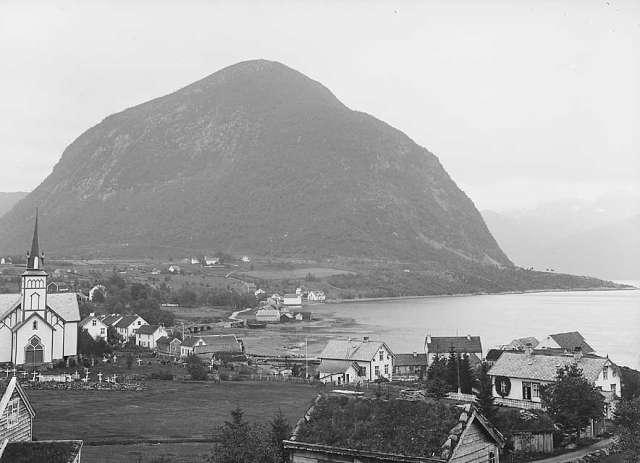
Volda
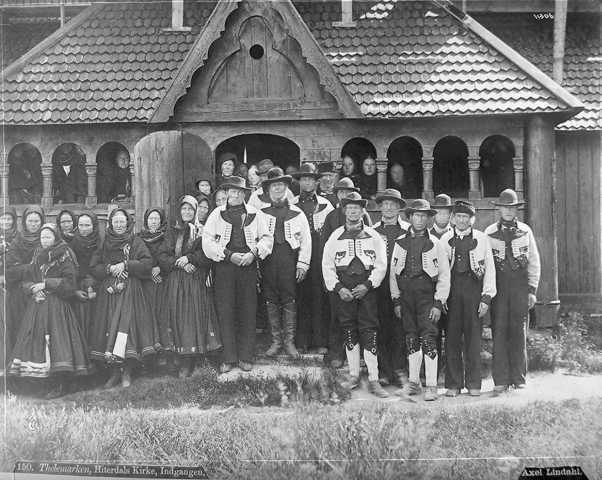
Skupinová fotografie před roubeným kostelem, Heddal
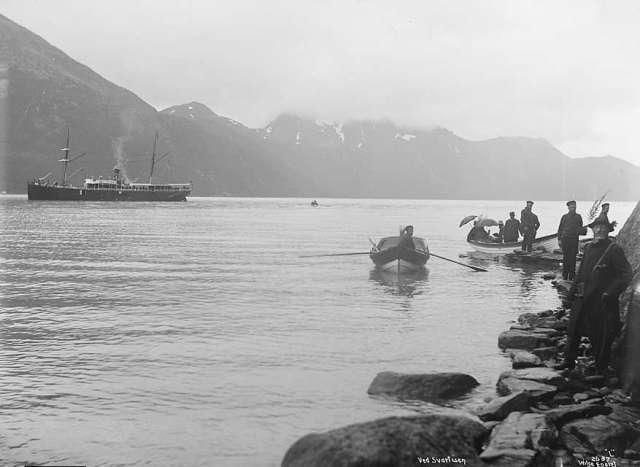
Engabreen
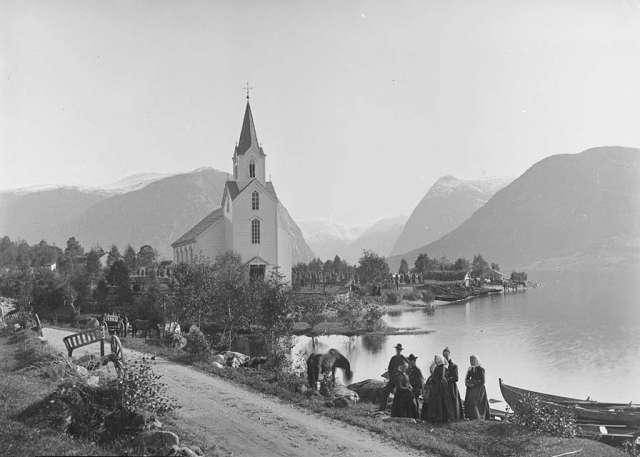
Kostel Helgheim, Jølster
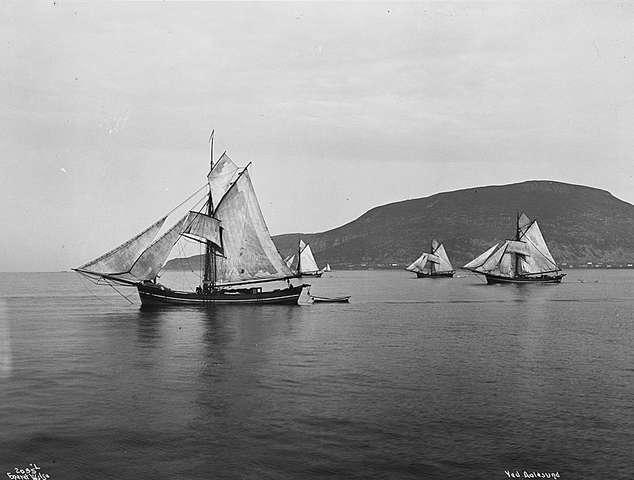
Jekter
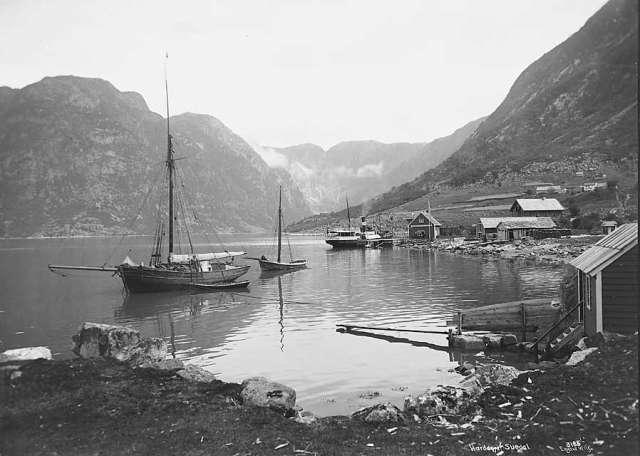
Maurangsfjord, Kvinnherad
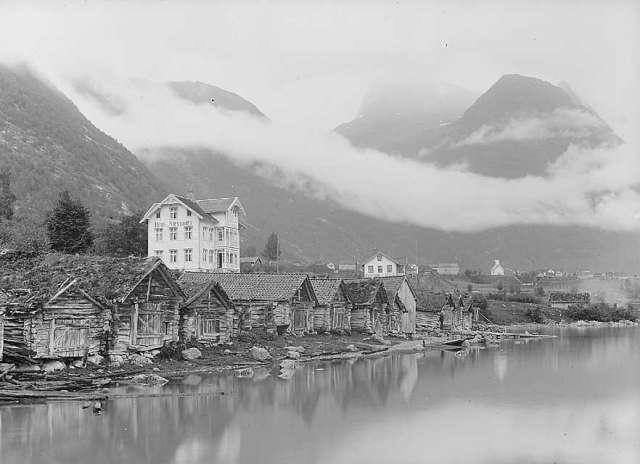
Hotel Alexandra, Loen
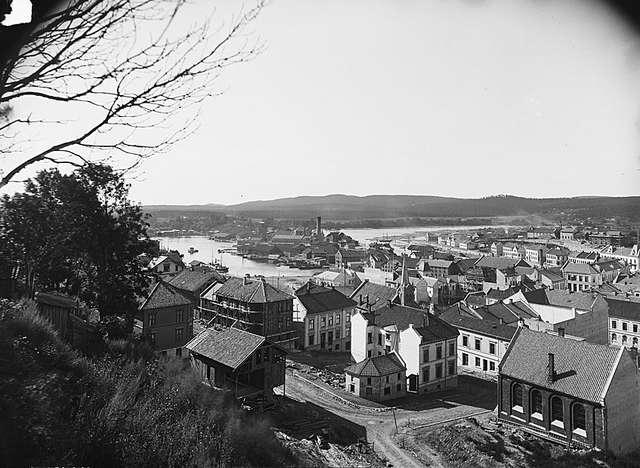
Skien
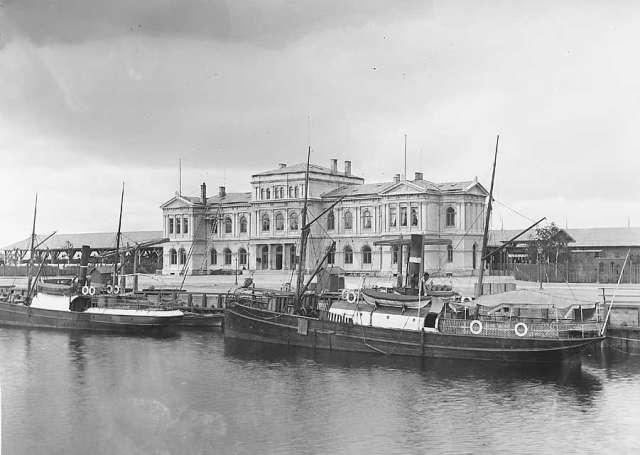
Trondheim
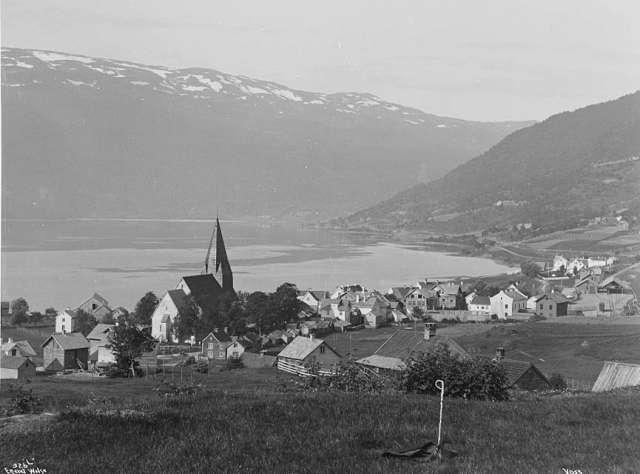
Vossevangen
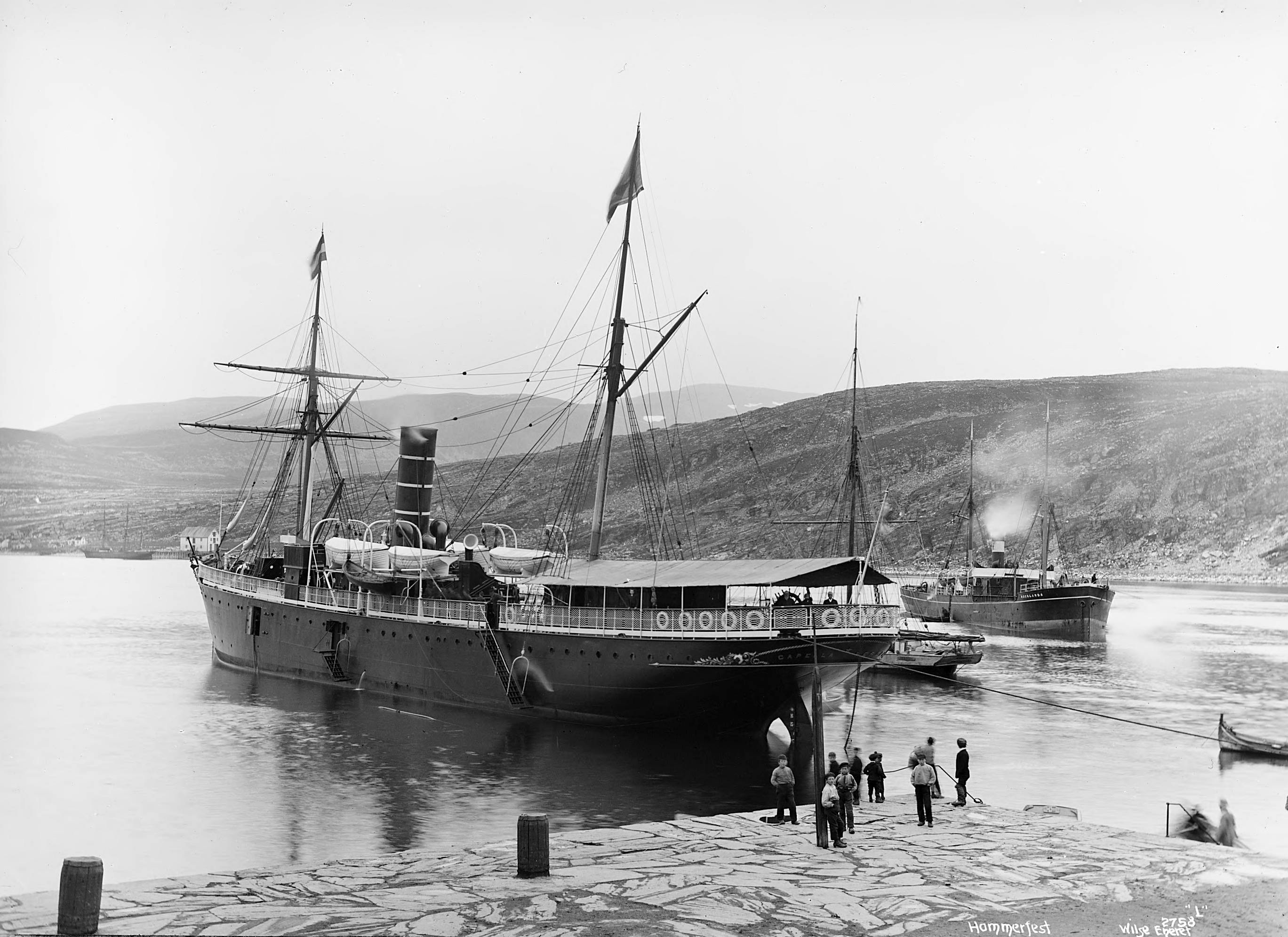
Norská cestovní loď DS Capella v Hammerfestu, asi 1890
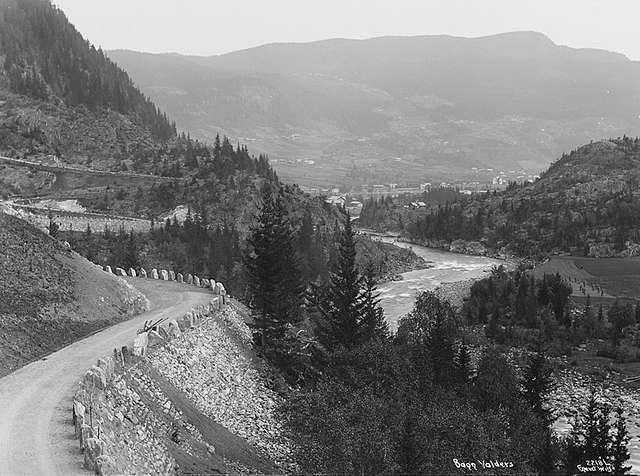
Valdres
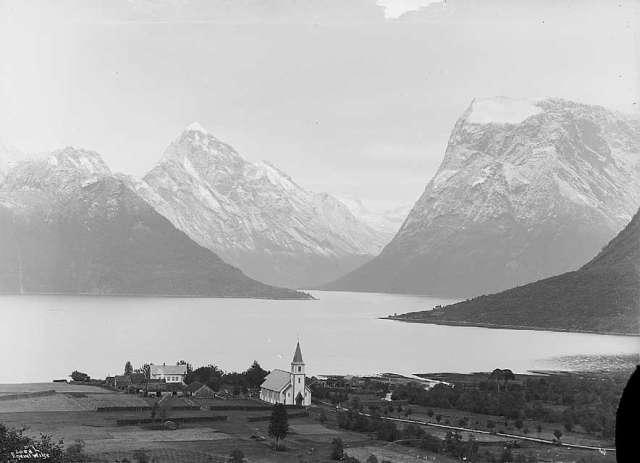
Kostel Hjoerundfjord, Ørsta
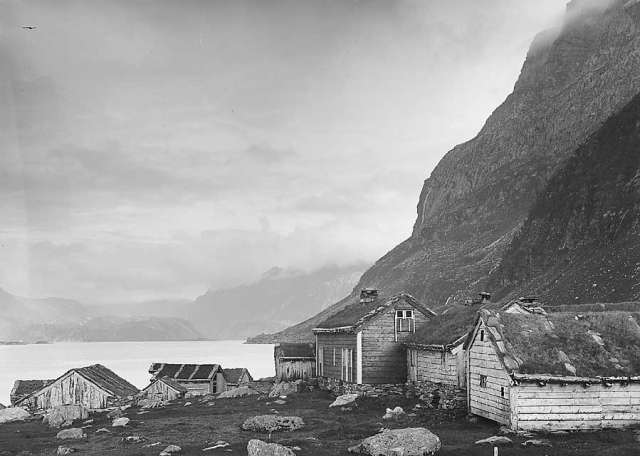
Homelen in Nordfjord
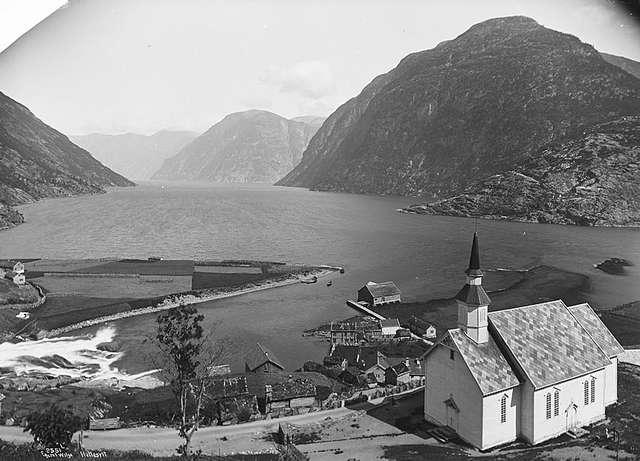
Kostel Sunnylven, Hellesylt
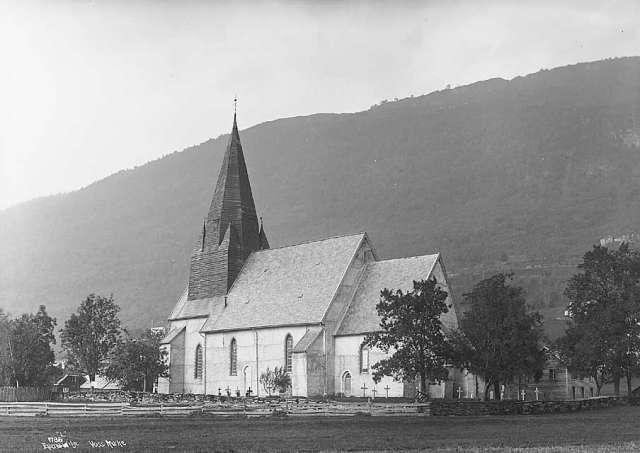
Kostel, Voss
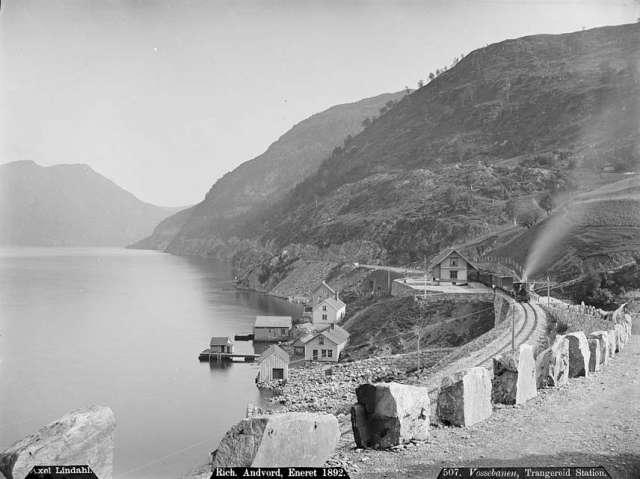
Železniční stanice, Arna